# Cecilie Lykke Silseth Danielsen
Cecilie Lykke Silseth Danielsen (født 14. juni 1993) er en norsk håndboldspiller som spiller for Hellerup IK. 
Silseth Danielsen er fra Sandefjord, men har tidligere spillet for Flint Tønsberg i Postenligaen, Gokstad Håndballklubb og i slutningen af 2012/2013 sæsonen blev hun udlånt til 2. divisjonklubben Jotun
Danielsen er tidligere elev ved Sandefjord videregående skole.